# Audi Jugendchorakademie
Die Audi Jugendchorakademie ist ein Auswahlensemble 80 junger Sängerinnen und Sänger, das 2007 von der AUDI AG gegründet wurde.

## Der Chor
Das Ensemble mit Sitz in Ingolstadt wurde im Jahr 2007 durch Audi ins Leben gerufen. Seit Anfang 2017 ist der gemeinnützige Verein Jugendchorakademie e. V. Träger der Audi Jugendchorakademie.
Der Chor besteht aus ca. 80 Sängerinnen und Sängern zwischen 16 und 27 Jahren. Die Besetzung richtet sich nach dem jeweiligen Projekt. Aktuell kommen die Mitglieder des Chores aus dem ganzen Bundesgebiet und aus Österreich.
Im Rahmen der gemeinsamen Probenarbeit sowie intensiven Einzelunterrichts lernen die Jugendlichen und jungen Erwachsenen, gemeinsam zu musizieren, und erhalten eine individuelle stimmliche Weiterbildung. In mehrtägigen Probenphasen werden die Musiker unter professioneller Anleitung auf die jeweiligen Konzerte vorbereitet.
Konzertreisen führten den Chor 2012 bereits nach Taiwan und Singapur, nach Italien sowie 2011 in den Vatikan.
Im Dezember 2017 gastiert die Audi Jugendchorakademie im Maison symphonique de Montréal. Im Jahr 2019 und erneut 2022 sang die Audi Jugendchorakademie im Musiikkitalo in Helsinki  unter Aapo Häkkinen. Ebenfalls im Jahr 2022 debütierte der Chor unter der Leitung von Kent Nagano in der Carnegie Hall in New York. Im Jahr 2024 folgten Aufführungen in der Philharmonie de Paris und im Grand Théâtre de Provence unter der Leitung von Jérémie Rhorer.

## Künstlerische Leitung
Die Audi Jugendchorakademie steht seit 2008 unter der künstlerischen Leitung von Martin Steidler.

## Kooperationen
Das Vokalensemble kooperiert mit Spitzenkünstlern und -orchestern wie Kent Nagano, François-Xavier Roth, Axel Kober dem London Symphony Orchestra, dem Bayerischen Staatsorchester, dem Philharmonischen Staatsorchester Hamburg oder der Akademie für Alte Musik Berlin.

## Konzerthighlights
- Audi Sommerkonzerte[6]
- Opernproduktion Saint François d’Assise von Olivier Messiaen in der Elbphilharmonie 2024[7]
- Debüt in der Carnegie Hall New York 2023[8]
- Konzert zur Eröffnung der Elbphilharmonie[9] 2017
- Konzertreise nach Taiwan und Singapur 2012
- Konzert für Papst Benedikt XVI. 2011[10]

## Uraufführungen
- Alex Nante, Sinfonie Nr. 3 Anahata für Sopran, Bariton, Chor, Orgel und Orchester, 29. Juni 2025, Elbphilharmonie Hamburg.[11]
- Sean Shepherd, On a Clear Day (An einem klaren Tag) for solo cello, two solo voices, youth choir and orchestra, 22. April 2023, Carnegie Hall[12]
- Sebastian Schwab, Wie eine Welle für 12-stimmigen Chor und Saxophonquartett mit dem Arcis Saxophon Quartett, 31. August 2022, St. Jakob (Köthen)[13][14]
- Tobias PM Schneid, ...wie die Zeit vergeht... für Solobratsche, Chor und Schlagzeug, 16. Juli 2017, Stadttheater Ingolstadt[15][16][17]
- Jörg Widmann, ARCHE, Oratorium für Sopran- und Baritonsolo, Knabensopran, Mädchen und Junge als Sprecher, Kinderchor, zwei gemischte Chöre, Orgel und großes Orchester; 13. Januar 2017, Elbphilharmonie Hamburg[18][19]
- Samir Odeh-Tamimi, Aus der Tiefe der Zeit für Schalmei und Akkordeon, Vokalensemble und Chor ad libitum,  12. Februar 2015, Radialsystem V, Berlin[20][21]

## Vorsingen
Einmal jährlich finden an unterschiedlichen Orten in Deutschland Vorsingen statt, bei denen sich Interessierte für die Teilnahme am Chor qualifizieren können. Das Vorsingen besteht aus einem Wahlstück (Kunstlied oder Arie), einem Pflichtstück (meist aus dem nächsten Konzertprogramm) und einigen Übungen im Blattsingen. Ein Korrepetitor begleitet die Bewerber bei ihrem Vortrag.

## Wettbewerbe
- 2010: Auszeichnung mit dem "Goldenen Diplom" beim Festival der Advents- und Weihnachtsmusik Prag[23]
- 2011: Preisträger im Wettbewerb „365 Orte im Land der Ideen“[24]

## Diskografie
- 2010: Mendelssohn Bartholdy, Brahms, Schumann | Bayerisches Staatsorchester unter Kent Nagano | Farao Classics
- 2012: Audi Jugendchorakademie – A Cappella | Farao Classics
- 2013: Audi Jugendchorakademie, Munich Opera Horns, Kent Nagano | Farao Classics
- 2017: Audi Jugendchorakademie – Zeit und Ewigkeit | Simone Rubino und Martin Steidler | Farao Classics[25]
- 2017: J. Widmann – Arche (ECM, DDD, 2017) mit dem Philharmonischen Staatsorchester Hamburg, der Hamburger Alsterspatzen und dem Chor der Hamburgischen Staatsoper unter Kent Nagano, für diese Produktion wurde Widmann mit dem Echo Klassik 2019 in der Kategorie Komponist des Jahres ausgezeichnet.[26][27][28]
- 2023: Bernhard Crusell – The Last Warrior (Den siste kämpen) mit dem Helsinki Baroque Orchestra unter Aapo Häkkinen | Ondine[29]